# Walter Riggs
Walter Riggs (1 de enero de 1877-10 de noviembre de 1951) fue un deportista británico que compitió en vela en la clase 8 Metre. Fue padre del también regatista Thomas Riggs.
Participó en los Juegos Olímpicos de París 1924, obteniendo una medalla de plata en la clase 8 Metre.

## Palmarés internacional
| Juegos Olímpicos | Juegos Olímpicos | Juegos Olímpicos | Juegos Olímpicos |
| Año              | Lugar            | Medalla          | Clase            |
| ---------------- | ---------------- | ---------------- | ---------------- |
| 1924             | París (Francia)  | Medalla de plata | 8 Metre          |